# Левк Григорій
Григорій Левк (псевдо.: «Шепель», «Цвях», «Шум», «Богдан», «Євген»; нар. 1926, с. Новосілка, нині Тернопільський район, Тернопільська область — пом. ?) — український військовик, учасник національно-визвольних змагань. Лицар Срібного Хреста Бойової Заслуги.

## Життєпис
Навчався в семінарії у м. Рогатин (1943, нині Івано-Франківська область). 
Член ОУНР з 1943 року. Станичний ОУН з 1944 року. Пройшов вишкіл у підстаршинній школі в УПА на хуторі Камінка, Перемишлянського району, Львівської області. 
Від 1944 року — провідник Підгаєцького районного проводу юнацтва ОУН, з 1947 до 1948 року — кущовий провідник ОУН, у 1948 — 1950 роках — провідник Підгаєцького районового проводу ОУН; від 1951 — командир бойової групи ОУН. Подальша доля Григорія Левка невідома.